# Stockholms läns vapen

Stockholms läns nuvarande länsvapen.

Stockholms läns vapen är uppdelat i tre delar. I det vänstra fältet finns Sankt Eriks krönta huvud som är Stockholms kommuns vapen. I det mittersta fältet finns ett griphuvud som är hämtat från Södermanlands landskapsvapen. I det högra fältet finns riksäpplet från Upplands landskapsvapen.

Stockholm stads vapen
Södermanlands landskaps vapen
Upplands landskaps vapen

Det nuvarande vapnet för Stockholms län skapades 1968 när större delen av det dittillsvarande Stockholms län lades samman med Stockholms stad (som fram till dess hade stått utanför länsindelningen och istället lytt under Överståthållarämbetet); delar av det gamla Stockholms län överfördes samtidigt till angränsande län. Det ersatte då två vapen, ett äldre vapen för länet (se nedan) och Överståthållarämbetets vapen.

## Blasonering
”Sköld, genom en uppåtriktad kil av guld, vari ett avslitet svart griphuvud med näbb och tunga röda, kluven i blått, vari ett krönt S:t Erikshuvud av guld, och i rött, vari ett riksäpple av guld.”

## Tidigare vapen

Det länsvapen som användes fram till 1968.

Stockholms läns äldre vapen fastställdes av regeringen 1941 och blasoneringen till detta vapen löd: ”I av guld och rött styckat fält en upprest, svart grip med blå beväring, därest dylik skall komma till användning, och med båda framklorna bärande ett riksäpple av guld.” Vapnet i sig hade dock använts tidigare.